# Championnat d'Amérique du Sud masculin de volley-ball des moins de 21 ans 1972
Navigation
Édition suivante
Le 1er championnat d'Amérique du Sud masculin de volley-ball des moins de 21 ans s'est déroulé en 1972 à Rio de Janeiro, Brésil. Il a mis aux prises les six meilleures équipes continentales.

## Équipes présentes
- Argentine
- Brésil
- Chili
- Colombie
- Pérou
- Uruguay

## Classement final
| Place              | Équipe    |
| ------------------ | --------- |
| Médaille d'or      | Brésil    |
| Médaille d'argent  | Argentine |
| Médaille de bronze | Chili     |
| 4                  | Uruguay   |
| 5                  | Pérou     |
| 6                  | Colombie  |